# مارگارت (فیلم)
مارگارت (انگلیسی: Margaret) یک تله‌فیلم بریتانیایی است که در سال ۲۰۰۹ از شبکهٔ بی‌بی‌سی دو پخش شد.

## بازیگران
- لینزی دانکن در نقش مارگارت تاچر
- ایان مک‌دیارمید در نقش دنیس تاچر
- نیکولاس رو در نقش مالکوم ریفکیند
- مایکل مالونی در نقش جان میجر
- نیکلاس لو پریوو در نقش داگلاس هرد
- الیور کاتن در نقش مایکل هسلتاین
- رزماری لیچ در نقش الیزابت دوم
- نایجل لو وایان در نقش ادوارد هیت
- رابرت هاردی
- جیمز فاکس
- روپرت ونسیتارت
- کریستیان مک‌کی
- کوین مک‌نالی
- راجر آلام
- نیکولاس جونز
- مایکل کاکرن
- جان سشنز در نقش جفری هاو
- فیلیپ جکسون
- گای هنری
- جولیان فیرت
- درموت کرولی
- نیکلاس دی